# Mariano Royo Jiménez
Mariano Royo Jiménez (San Sebastián, 1949 – Pamplona, 1985) fue un pintor y animador cultural español  que dedicó su vida a la creación artística y movilización de la juventud. Todo esto lo realizó en la ciudad de Pamplona (Navarra), perteneciendo al grupo de artistas conocido como la Escuela de Pamplona. Su estilo artístico está marcado por sus experiencias vitales, su estancia en Soria y Cascante le marcaron a la hora de realizar sus primeros cuadros de estilo figurativo. Conforme crece como pintor va a abandonar este tipo de arte, y va a optar por otro tipo de expresiones artísticas.

## Biografía
Nacido en San Sebastián, su infancia viene marcada por los distintos oficios en los que trabajó con su padre en Bilbao, Pamplona y Soria. Con 15 años se instaló en Pamplona, y posteriormente ingresó en la Escuela de Artes y Oficios. En 1968 tuvo su primera exposición en el Museo de Navarra, junto a otros artistas considerados de la Escuela de Pamplona, como son Alicia Osés, Luis Garrido y Pedro Salaberri, con los que compartió aula durante sus estudios en la Escuela de Artes. Con el último de los tres, compartió un estudio situado en la calle Zapatería nº 44, situada en el Casco Viejo de Pamplona.
Durante los siguientes 10 años (1968-1977), ejerció como docente de expresión plástica en el instituto de Irabia. Tras su etapa como profesor, decidió aceptar una plaza de programador de una sala de exposiciones que recibió el nombre de Taller de Artes Visuales (en la calle Ansoleaga). Este fue un proyecto privado, en el que trabajó junto a otros artistas como Javier Morrás, Jaime Morrás y Jeanette Bouttens, entre otros. Tras su breve paso por este taller, decidió fundar el suyo propio en la calle San Antón. 

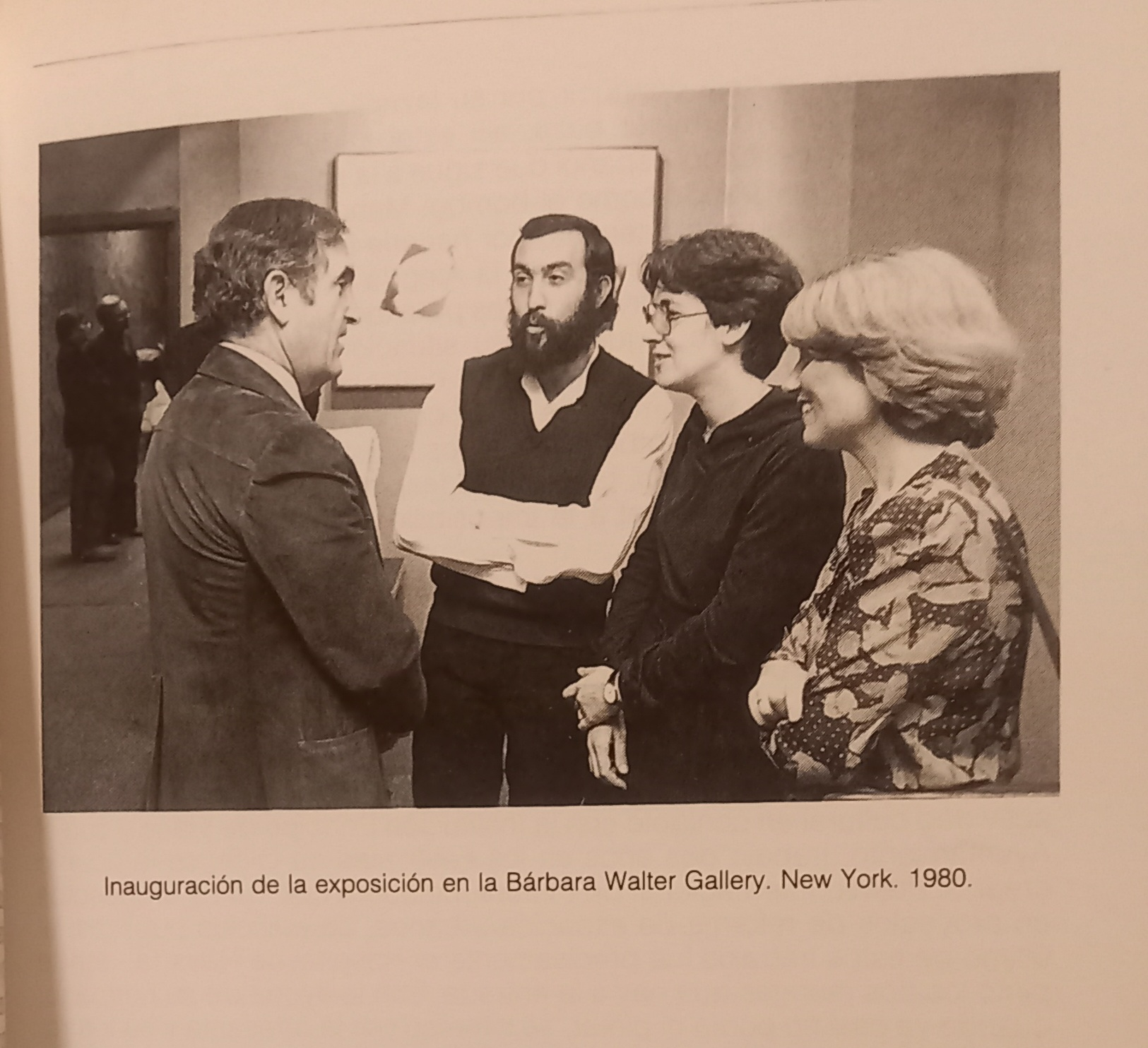
Mariano Royo junto a Barbara Walter

En 1980 y 1982 viajó a Nueva York, junto con sus cuadros. Bárbara Walter, con la intención de promocionar a jóvenes pintores españoles, expuso en una galería de arte en Manhattan sus obras, siendo Mariano capaz de sorprender a esta con su pintura. De esta forma, Mariano expuso varios cuadros en la inauguración de la galería Barbara Walter Gallery Inc.
Por otra parte, conjuntamente con Pedro Manterola y Pedro Salaberri, promovió la creación del Instituto Navarro de Arte Contemporáneo y participó en el desarrollo de los primeros Festivales de Navarra, organizando el área de artes plásticas en la edición de 1983. También contribuyó al impulso del Premio Internacional de Pintura (Convocado con carácter anual por el Departamento de Educación y Cultura del Gobierno de Navarra desde el año 1983 dentro del marco de los Festivales de Navarra), obteniendo un accésit en 1984. Además, asumió la dirección de la Sala de Cultura de la Caja de Ahorros de Navarra (CAN) en Burlada durante un año y desempeñó un papel activo en la vida cultural de la ciudad, colaborando en iniciativas como las crónicas de Juventud y las exposiciones de Artesanos.
Finalmente, tras una enfermedad, fallece en diciembre de 1985. En su honor se realizó una última exposición en el pabellón de la Ciudadela de Pamplona, donde participaron artistas como Jorge Oteiza.

## Escuela y Evolución artística

### Escuela de Pamplona

Mariano Royo, Alicia Osés y Pedro Salaberri

Mariano Royo, junto a otros pintores pamploneses, sintió la necesidad de denunciar el cambio sociocultural que estaba sufriendo Pamplona. Influenciado por los movimientos de los años 60, y la cultura artística parisina y londinense, Mariano y otros pintores como Alicia Osés, Pedro Salaberri y Luis Garrido mostraron sus cuadros en distintas exposiciones, teniendo lugar una de ellas en el Museo de Navarra. Este grupo de pintores fue bautizado por el crítico, Jose Maria Moreno Galván,  como la "Escuela de Pamplona", en un artículo de la revista de arte Triunfo. En él calificó la pintura de estos como "paleosocialista". El artículo publicado por Jose Mª supuso un impulso para esta "nueva" escuela de artistas.

### Evolución artística

#### Etapa figurativa

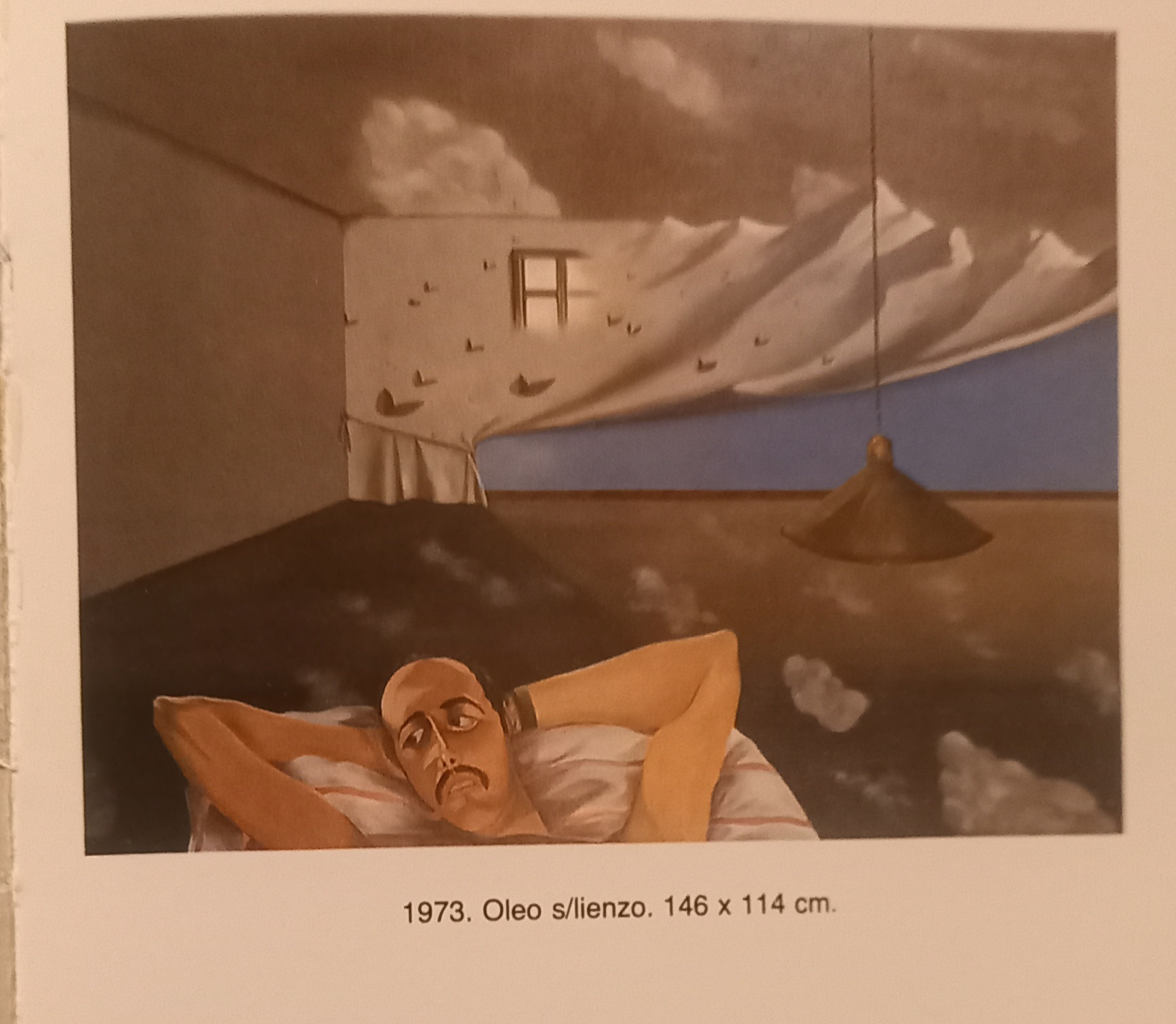
Pintura sobre Oleo

En sus primeras obras, la pintura se centra en la representación de la realidad y expresión urbana de Pamplona, reflejando el contraste entre la modernidad y el peso de la tradición que vive la ciudad. Este período se caracteriza por un estilo que ha sido asociado con el "realismo mágico", donde predominan grandes volúmenes y colores planos. La técnica empleada incluye el uso de pintura acrílica aplicada sobre tabla o lienzo.

#### Evolución estilística a partir de 1973
A partir de 1973, se distancia de las directrices de la "Escuela de Pamplona", para desarrollar un tipo de arte más personal. Mantiene su interés por las repercusiones del avance tecnológico y la contaminación sobre el ser humano, aunque su obra adquiere un carácter más íntimo, sin abandonar una simbología con matices mágicos. Durante esta etapa, incorpora objetos cotidianos colocados de manera inusual y provocadora en el cuadro. El uso de colores intensos se convierte en un recurso expresivo para transmitir diferentes estados emocionales.

#### Influencias surrealistas desde 1976

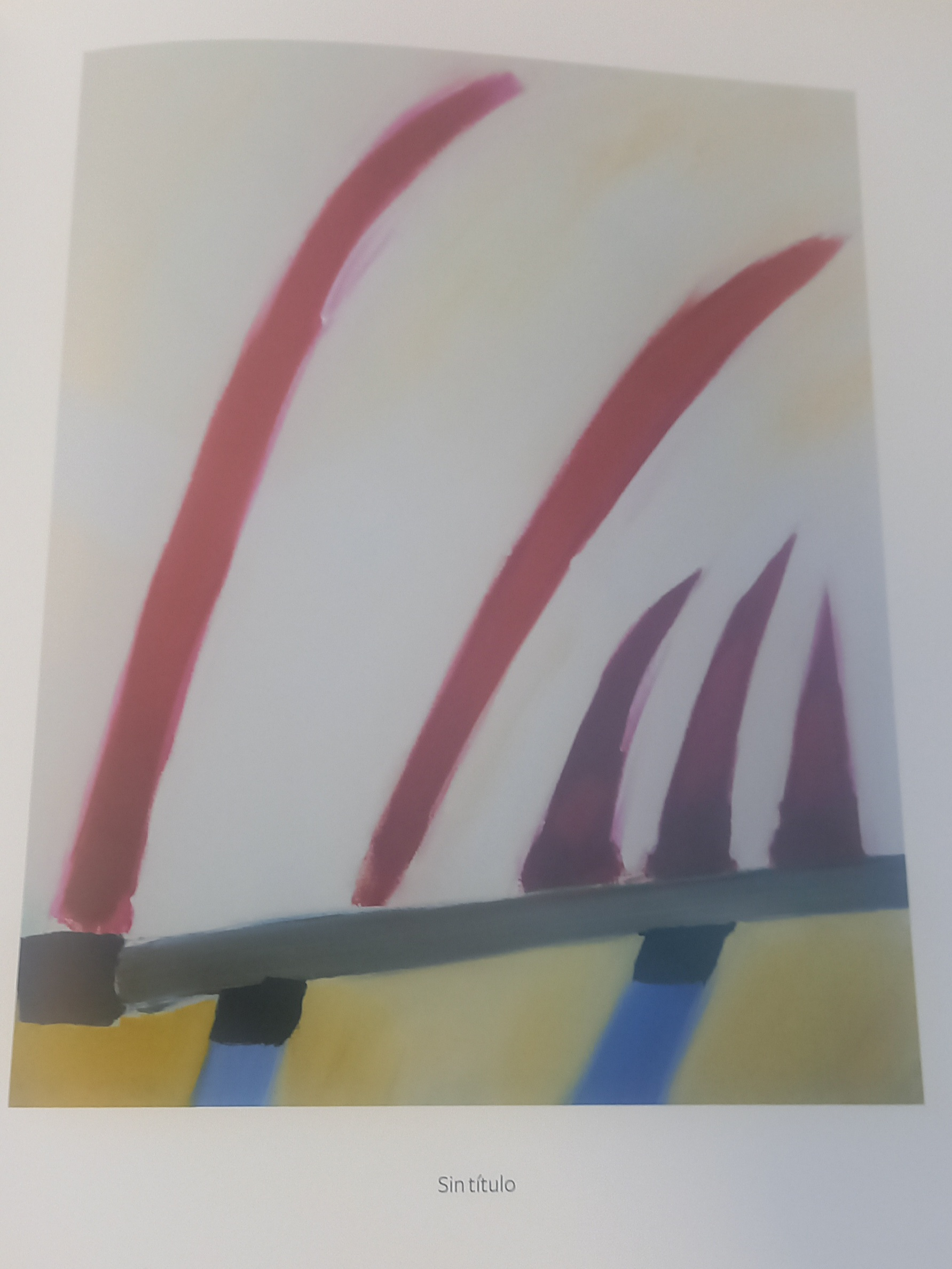
Pintura Acrílica

Desde 1976, su trabajo se orienta hacia un estilo con influencias surrealistas y evocaciones fantásticas. Utiliza colores suaves y luminosos, que aportan profundidad y destacan el papel de los elementos fantásticos de los cuadros. A su vez, también se decantó por un arte en el que usa tonos más intensos, como los rojos y negros, que generan contrastes dramáticos. En esta última vertiente, se genera una contraposición entre un juego de símbolos y narrativas visuales complejas, y una delicada que presentan otras piezas del mismo período.